# Tazzjana Hramyka
Tazzjana Hramyka (belarussisch Таццяна Грамыка; * 4. April 1986) ist eine ehemalige belarussische Gewichtheberin.

## Karriere
Hramyka gewann 2006 bei den Junioren-Weltmeisterschaften in China die Bronzemedaille. Bei den Weltmeisterschaften der Aktiven in Santo Domingo erreichte sie im selben Jahr den zehnten Platz im Zweikampf und den fünften Platz im Reißen in der Klasse über 75 kg. 2007 wurde sie bei den Europameisterschaften in Straßburg Vierte. Allerdings wurde sie wegen eines Dopingverstoßes disqualifiziert und der Weltverband IWF sperrte sie für zwei Jahre.